# Mediaster australiensis
Mediaster australiensis is een zeester uit de familie Goniasteridae.
De wetenschappelijke naam van de soort werd in 1916 gepubliceerd door Hubert Lyman Clark.